# Carlo Alfredo Piatti

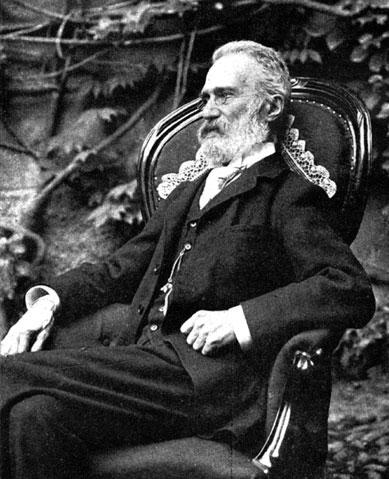
Carlo Alfredo Piatti

Carlo Alfredo Piatti (Borgo Canale nabij Bergamo, 8 januari 1822 - Mozzo, 18 juli 1901) was een Italiaans cellist.
Zijn eerste lessen kreeg hij van zijn vader (een violist) en een oom Zanetti Piatti (cellist). Hij trad toe tot een orkest, viel daar positief op en mocht gaan studeren aan het Conservatorium in Milaan. Hij leefde voor enige tijd in Londen (debuut aldaar 1844).
Zijn concertdebuut maakte hij op de leeftijd van 15 jaar. Een tour langs de grote steden van Europa begon hij een jaar later. Aan zijn virtuoze kwaliteiten twijfelde niemand, maar zijn optredens trokken geen drommen mensen. Door de kleine financiënstroom en daarbij opgeteld een ziekte, zag hij zich genoodzaakt zijn cello te verkopen. Vervolgens moest hij spelen op een geleende cello. De bekende componist Franz Liszt hoorde hem spelen op de gehuurde cello en schonk hem daarop een goed instrument. Hierna was zijn ster rijzende. Hij bespeelde een Stradivarius die tegenwoordig onder zijn naam bekend is: de Stradivarius Piatti.
Hij schreef slechts enkele composities: twee celloconcerten, een aantal etudes en werken speciaal voor de cello, waaronder 12 caprices.
- Bibsys: 2023300
- Biblioteca Nacional de España: XX1558333
- Bibliothèque nationale de France: cb139459250 (data)
- Gemeinsame Normdatei: 116176849
- International Standard Name Identifier: 0000 0001 0984 9252
- Library of Congress Control Number: n88090401
- Nationale Bibliotheek van Letland: 000073417
- MusicBrainz: 0778217a-7691-4b27-bd68-807c38933891
- Nationale Bibliotheek van Tsjechië: xx0024688
- Nationale Bibliotheek van Israël: 987007286044305171
- Nederlandse Thesaurus van Auteursnamen: 097081663
- Istituto Centrale per il Catalogo Unico: CFIV148770
- LIBRIS: 294695
- SNAC: w6t72r0j
- Système universitaire de documentation: 109902696
- Virtual International Authority File: 70145344
- WorldCat: E39PBJhRDjXkqmbh3Q9J3pk7HC